# Торгмаш
Торгма́ш — один з найбільших мікрорайонів Броварів, розташований на півдні міста. Названий на честь заводу «Торгмаш», що розміщений на його території. В 1958—1970 роках існував як окреме селище Першотравневе.

## Історія
Першою будівлею в межах сучасного району стала залізнична станція, яку збудували 1868 року, до 17 лютого 1870 року тут функціював головний Київський залізничний вокзал, з якого відправляли пасажирів до Києва диліжансами.
В 1927 році на півночі району поблизу залізничного вокзалу, між вулицями Вокзальна і Олега Онікієнка, відкрили Броварський деревообробний комбінат. В цей час в районі починають з'являтися перші житлові будинки.
У 1931—1933 роках на території району на вулиці Броварської сотні збудували Броварський аеропорт «Київ». Поблизу летовища з'явилася перша багатоповерхова забудова. 25 червня 1941 року аеропорт і навколишні будівлі були зруйновані німецьким авіанальотом під час Німецько-радянської війни.
У вересні 1943 року почала роботу семирічна школа, що містилась у кількох бараках по вулиці Кутузова (нині вул. Онікієнка), Вокзальній та провулку Вокзальному. В 1944 році в районі колишнього аеропорту була відкрита початкова школа з російською мовою викладання, де навчалися діти військовослужбовців. В 1946-1949 роках в школі налічувалось 24 учні.
В 1957 році побудовано нове приміщення школи №2 по вулиці Машинобудівний (нині вул. Сергія Москаленка). В 1977 році для школи було побудоване нове приміщення, а у старе перейшла восьмирічна школа №4, яка розташовувалась в районі аеропорту.
В 1958—1970 роках сучасний район Торгмаш існував як окреме селище Першотравневе, а вже 19 листопада 1970 року його було включено в смугу міста Бровари.
В 1960 році в районі починає працювати Броварський експериментально-торговельний машинобудівний завод «Торгмаш», від якого і отримав свою назву.
1970 року в Торгмаші зводиться і відкривається «Будинок культури», що став осередком відпочинку і розваг людей, тут проводились всі урочисті та офіційні події міста. Будівля була сучасною для свого часу, мала потужну кондиціювальну систему, прилади кінопоказу та інше. На початку XXI століття Будинок культури перетворився в молодіжний клуб «Сотка», де до 2007 року працював кінотеатр. Зараз там розміщується казино, готель, клуб, стоматологія і інше.
В 1971 році був збудований гастроном поблизу заводу «Світлотехнік». В 1989 році здали в експлуатацію спорткомплекс «Світлотехнік»
В 1993 році почалось будівництво Броварської об'їзної дороги навколо району Торгмаш, рух по якій було відкрито 12 вересня 1997 року.
В 1997 році в районі запрацювала майонезна фабрика «Бест».
2009 року до дня міста Бровари, реконструювали вулицю Олімпійську. Для виконання завдання реконструкції було задіяно 30 одиниць різної техніки, до 50 робітників і військових. В тому ж році було розібрано будівлю тиру ЗОШ №2, в 2018 році збудовано новий шкільний стадіон.

## Освіта
| Назва                                       | Категорія                                             | Адреса                       |                                           |                         |                          |
| ------------------------------------------- | ----------------------------------------------------- | ---------------------------- | ----------------------------------------- | ----------------------- | ------------------------ |
| Назва                                       | Категорія                                             | Адреса                       | Броварський коледж університету «Україна» | Вищий навчальний заклад | вул. Олега Онікієнка, 61 |
| Броварська гімназія ім. С.І. Олійника       | Заклад середньої загальної освіти                     | вул. Сергія Москаленка, 3    |                                           |                         |                          |
| Броварський ліцей №2 ім. В.О.Сухомлинського | Заклад середньої загальної освіти                     | вул. Володимира Великого, 6  |                                           |                         |                          |
| Приватна загальноосвітня школа «Фортуна»    | Заклад середньої загальної освіти                     | вул. Володимира Великого, 8А |                                           |                         |                          |
| ДНЗ «Лісова Казка»                          | Заклад дошкільної освіти                              | вул. Олега Онікієнка, 14А    |                                           |                         |                          |
| ДНЗ «Теремки»                               | Заклад дошкільної освіти                              | вул. Володимира Великого, 4А |                                           |                         |                          |
| ДНЗ «Калинка»                               | Заклад дошкільної освіти                              | вул. Олімпійська, 5          |                                           |                         |                          |
| ДНЗ «Соколик»                               | Ліквідований та демонтований Заклад дошкільної освіти | вул. Сергія Москаленка, 8    |                                           |                         |                          |

## Забудова
Найстаріші із збережених 2 та 3-поверхових будівель на Торгмаші, які були збудовані у стилі постконструктивізм у 1933-1941 роках, знаходяться в районі аеропорту по вулиці Броварської сотні, 2, 4 та 6А, а також одноповерхова будівля за номером 13. Споруди були пошкоджені бомбардуванням 25 червня 1941 року, але відбудовані в тому ж архітектурному стилі. Також частково збереглася будівля кінного заводу по вулиці Вокзальній, яка була збудована в 1930-х роках.
В районі вулиці Онікієнка поблизу Броварського ДОКу розташовані 3-поверхові будівлі 1944-1959 років побудови, в стилі «сталінський ампір». По вулицях Сергія Москаленка, Володимира Великого, Броварської сотні та північній стороні вулиці Олімпійської знаходяться 5-поверхові будівлі збудовані в період з 1960 по 1983 роки.
По південній стороні вулиці Олімпійської знаходяться 9 та 10-поверхові будівлі збудовані в період 1984-1996 років. 2007 року на вулиці Олімпійській, 8Б завершилось будівництво першого 16-поверхового житлового будинку, який став найвищою житловою будівлею Торгмашу.
2009 року на вул. Сергія Москаленка, 8Б закінчили будівництво 19-поверхового будинку, поруч в 2010 році збудували 20-поверхівку схожого типу.
В 2014 році почалось будівництво 24-поверхового комплексу «Олімпійський». В 2016 році стартувало будівництво найвищого в районі 26-поверхового будинку А12.

## Галерея

Торгмаш, вулиця Олімпійська, (2009 рік)
Торгмаш, вулиця Олімпійська, (2009 рік)
Торгмаш, вулиця Олімпійська, (23 січня 2010 року)

## Головні вулиці
- Олімпійська
- Сергія Москаленка
- Олега Оникієнка
- Броварської сотні